# Jet en Koosje Veenendaal
Jet en Koosje Veenendaal waren twee typetjes die gespeeld werden door Kees van Kooten (Koosje)  en Wim de Bie (Jet). Ze kwamen in meerdere sketches voor in afleveringen van het televisieprogramma Keek op de week en opvolgers van het duo Van Kooten en De Bie. Ze werden in 1991-1992 gepresenteerd als de heroprichters van Democratisch Socialisten '70. 
Het zijn welgestelde zussen, die samenwonen in een huis in Het Gooi. Beiden zijn al op gevorderde leeftijd. Jet is principieel, serieus en heeft als stopwoord "en dergelijke" terwijl Koosje het vaak niet zo nauw neemt en daarbij Jet regelmatig op stang jaagt. Ze kibbelen over allerlei zaken, met name politieke. Daarbij heeft Koosje vaak wel gelijk, maar ze krijgt dit zelden of nooit van haar zus. 